# Le Tartre-Gaudran
Le Tartre-Gaudran è un comune francese di 31 abitanti situato nel dipartimento degli Yvelines nella regione dell'Île-de-France.

## Storia
Il territorio su cui oggi sorge Le Tartre-Gaudran era nel XII secolo di proprietà del canonico della cattedrale di Chartres, Geoffrey de Lève. Nel 1250 Robert du Tertre ne era signore feudale. La famiglia du Tertre conservò la signoria fondiaria per tre secoli, prima che tornasse in possesso della diocesi di Chartres nel XVII secolo. Nel secolo successivo appartenne al conte di Morville.
Nel 1832, dopo la distruzione della chiesa, la parrocchia fu unita a quella di La Hauteville.

### Simboli
Lo stemma di Le Tartre-Gaudran è:
Fu disegnato nel 1993 da Albert Uderzo, che si ispirò a quello di Parigi ma sostituì la nave con uno zoccolo galleggiante. Anche il motto in latino Nec mergitur item ("Non affonda più") è ispirato a quello della capitale francese, che è Fluctuat nec mergitur ("Naviga e non affonda") e si riferisce alla nave del blasone parigino. In tal modo il comune meno popolato dell'Île-de-France si confronta con quello più importante del Paese, con un riferimento (lo zoccolo) alla propria tradizione agricola.

## Amministrazione

### Sindaci di Le Tartre-Gaudran
| Periodo | Periodo | Primo cittadino    | Partito | Carica  | Note |
| ------- | ------- | ------------------ | ------- | ------- | ---- |
| 1892    | 1905    | Aristide Bieuville |         | Sindaco |      |
| 2001    | 2008    | Bernard Le Hyaric  |         | Sindaco |      |
| 2008    | 2014    | Bernard Le Roux    |         | Sindaco |      |

## Società

### Evoluzione demografica
Abitanti censiti